# Leptura atrimembris
Leptura atrimembris är en skalbaggsart som först beskrevs av Maurice Pic 1923.  Leptura atrimembris ingår i släktet Leptura och familjen långhorningar. Inga underarter finns listade i Catalogue of Life.